# Хум-на-Сутли
Хум-на-Сутли (хорв. Hum na Sutli) — община с центром в одноимённом посёлке на севере Хорватии, в Крапинско-Загорской жупании. Население 1093 человек в самом посёлке и 5034 человек во всей общине (2011). Подавляющее большинство населения — хорваты (95,6 %). В состав общины кроме Хума входят ещё 16 деревень.
Посёлок находится в холмистой местности менее чем в километре от границы со Словенией, которая здесь проходит по реке Сутла. В 3 км к северо-западу находится словенский город Рогашка-Слатина, в 6 км к юго-востоку хорватская Преграда. Посёлок связан местными дорогами с окрестными городами.